# Mundkurella schefflerae
Mundkurella schefflerae är en svampart som beskrevs av Vánky, C. Vánky & McKenzie 1999. Mundkurella schefflerae ingår i släktet Mundkurella och familjen Urocystidaceae.   Inga underarter finns listade i Catalogue of Life.